# 龙虎纹青铜尊
龙虎纹青铜尊，简称龙虎尊，别称阜南龙虎尊或安徽龙虎尊，是于中华人民共和国安徽省阜阳市阜南县台家寺遗址出土的一件商代青铜器，现藏于中国国家博物馆，属国家一级文物，距今已有三千五百年历史，是中国十大青铜器之一。

## 文物背景

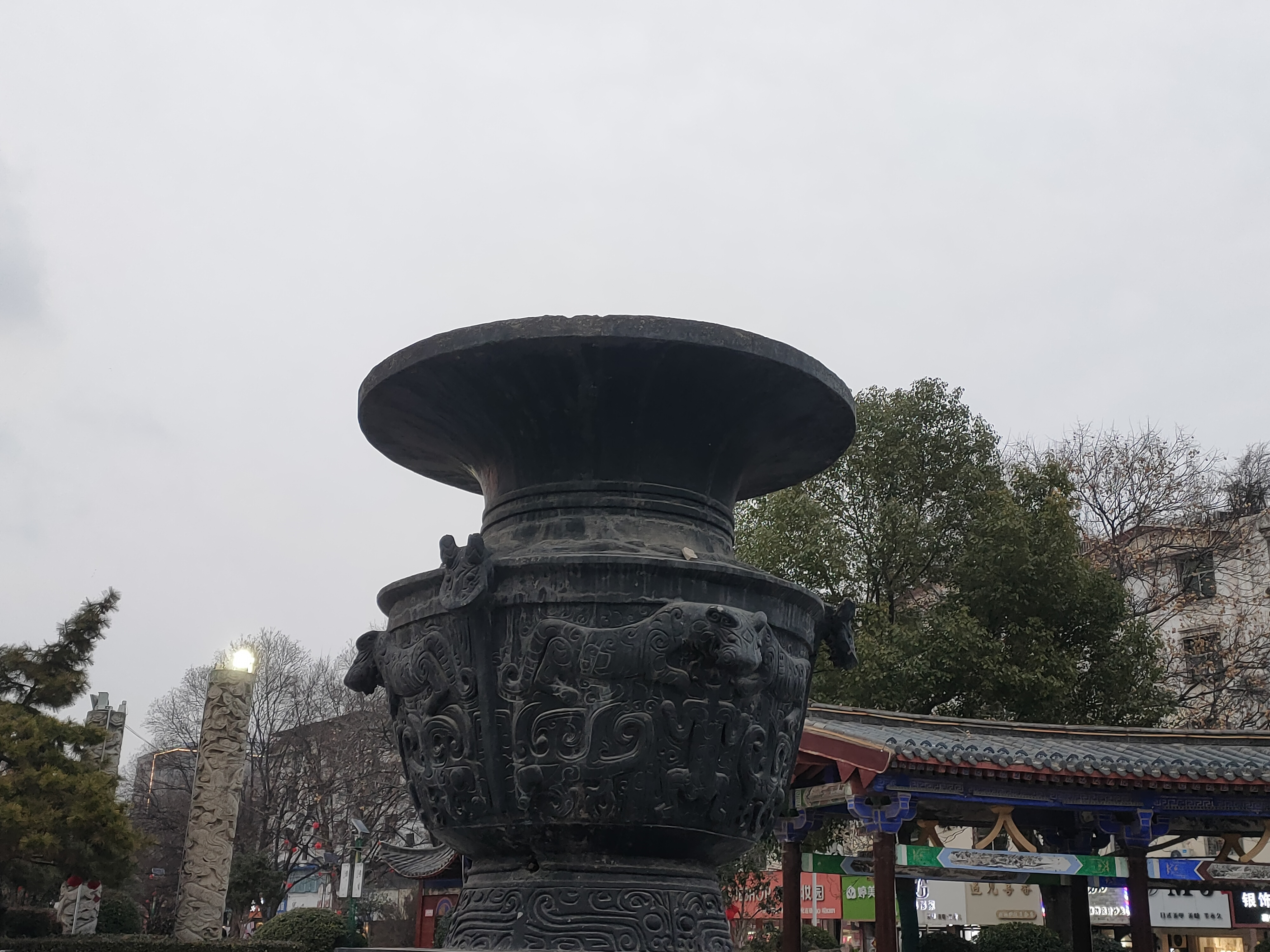
位于阜南县街心公园的龙虎纹青铜尊巨型雕像

1957年6月，阜南县朱寨镇农民徐廷兰在月儿河边撒网抓鱼时，意外捞出八件青铜器皿，分别为两件古代饮酒器觚，两个铜斝，一件饕餮纹尊，两个铜爵，以及一件大口沿青铜酒器（龙虎纹青铜尊）。 半个月后，时任阜南文化馆馆长蒋家琦听闻有村民挖到宝后赶来查看，并向安徽省文化厅写信反应此事，文化厅将又将信转呈至安徽省博物馆。省博物馆派人赴当地调查，后初步认定为一套罕见的青铜酒器。徐廷兰后将此文物上缴国家。 据推断，商代时淮河流域有名为“淮夷”的古老部族，淮夷族和商王朝关系密切，文化交流频繁。龙虎纹青铜尊有可能是洪水泛滥、河道变迁后，把埋藏在附近地下淮夷族墓葬随葬品冲入了河里。
龙虎纹青铜尊在被上交后，先入藏至安徽省博物馆（今安徽博物院），后于1959年再入藏中国历史博物馆（今中国国家博物馆）。
1985年，第二次全国文物普查时，在阜南县朱寨镇发现了台家寺遗址。 该处遗址紧邻润河旧河道月儿河，距离龙虎纹青铜尊的发现地仅200米远，两者同属于商朝时期。 此外，在台家寺遗址中发掘出了安徽省内首个大型商代贵族宫殿遗址，在实地考古中又发现了四件商代青铜器，佐证了当年龙虎纹青铜尊就出土于朱寨镇台家寺遗址的观点。 台家寺遗址中发掘出的大量商代建筑、墓葬、遗物等，揭示了商代高等级贵族在淮河流域的生活场景，是商代淮河流域青铜文明的中心。 2019年，台家寺遗址被中华人民共和国国务院公布为第八批全国重点文物保护单位。

## 外形特征
龙虎纹青铜尊高50.5厘米，口径44.9厘米，足径24厘米，重26.2千克。 上方开口口径较大，直径超过人的肩宽，颈部末端稍向内收缩，使其形如喇叭。肩部稍微鼓起，向下弯曲形成腹部，腹部呈弧形并逐渐向内收敛，形成圆底。底部有圈足，装饰着十字镂空的花纹。在龙虎尊的肩部，有三条弯曲的龙纹，圆雕龙头探出肩部之外。腹部则以云雷纹为背景，装饰着三组虎食人纹。而圈足部分则装饰着饕餮纹。
整体来看，龙虎纹青铜尊塑造出了三条蟠龙的形象，造型夸张但不失主动，而虎身浮雕则透露出庄严威武的气势。

## 文化释义
龙虎纹青铜尊上雕刻有虎食人纹，虎口中含有一人，人无衣冠。这种虎食人的形象也出现在其它商代青铜器上，如河南安阳殷墟青铜钺、后母戊鼎，以及现藏于日本和法国的虎食人卣等。 北京大学考古文博学院黎婉欣副教授认为，虎食人纹对于铸造者来说，除观赏作用外可能还有额外用途。工匠可能曾接触过类似的图案，或者是相关的祭祀活动，将虎食人纹铸于尊上。 此外，东汉王充《论衡·订鬼篇》引《山海经》佚文，记有虎噬鬼魅之说，虎食人像意为震慑邪祟。
对于龙虎纹青铜尊上的龙纹而言，河南大学历史文化学院考古文博系副教授韩鼎认为，龙虎纹青铜尊的上龙纹是在继承二里头龙纹特征的基础上，增加了菱形额饰和双角。商代龙的形象的构成元素包括蛇身与鸟爪，分别对应了黄泉和天上两个不同的宇宙层次，将蛇与鸟的特征融入龙，一定程度上可视为两者象征性的融合。

## 相似器物
四川省广汉三星堆遗址也出土过一件龙虎纹尊，形制和纹饰都与安徽龙虎尊十分相似，但其龙虎纹饰四肢僵硬，缺乏生气，身体扁平，线条软绵迟滞，年代也比安徽尊稍晚。 北京大学考古文博学院赵昊副教授认为，三星堆发现的青铜器可分为两类，一种是中原风格，或称外来风格，还有一种是本地风格。安徽尊属于外来风格，四川尊的形式与其基本完全一致，反映了当时四川盆地和周围的交通虽然不太便利，但实际上仍然和周边地区存在文化交流。